# 尋常高等小学校
尋常高等小学校（じんじょうこうとうしょうがっこう）とは、日本において国民学校令（1941年／昭和16年）が施行される前の学校のうち、尋常小学校の課程と高等小学校の課程を一つの学校に併置した小学校のことである。国民学校令の施行とともに、国民学校の初等科・高等科に改組された。
明治期の複数町村を校区とした高等小学校を改組して、尋常小学校と高等小学校が実質的に一校となっていたものである。ただし、尋常小学校は義務教育の実施校であったが、高等小学校は義務教育の実施校でなかったので授業料を徴収していた。
在学期間は8年間（尋常小学校6年と高等小学校2年）で、卒業時の年齢は13歳か14歳となる。

## 関連作品
- 『石内尋常高等小学校 花は散れども』-2008年、映画。大正時代末期の広島県の山奥にある尋常高等小学校の話。